# Werner Haack
Werner Haack (* 11. April 1895; † 6. Juni 1965 in Kirchhörde) war ein deutscher Montanindustrieller.

## Leben
Werner Haack zog nach der Reifeprüfung als Kriegsfreiwilliger in den Ersten Weltkrieg. Als Leutnant 1918 aus dem Feld zurückgekehrt, studierte er an der Eberhard-Karls-Universität die naturwissenschaftlichen Grundlagen des Bergfachs (stud. rer. mont.). Am 7. Mai 1919 wurde er im Corps Rhenania Tübingen admittiert. Nach fünf Partien inaktiviert, verbrachte er ein Semester in München. Im Corps Isaria bewährte er sich als Consenior. In der Münchner Studentenkompanie beteiligte er sich an der Niederschlagung des Ruhraufstandes. Das eigentliche Bergbaustudium absolvierte er an der Bergakademie Clausthal und der RWTH Aachen. Er wurde 1921 Bergreferendar und 1923 Bergassessor.
Ab 1924 war Haack beim Eschweiler Bergwerks-Verein tätig, dann beim Verein für die bergbaulichen Interessen im Oberbergamtsbezirk Dortmund. Mit einer Doktorarbeit über die Grube Stahlberg wurde er 1925 in Aachen zum Dr.-Ing. promoviert. 1929 wurde er Betriebsdirektor bei der Hauptverwaltung der Gelsenkirchener Bergwerks-AG. 1942 rückte er in den Vorstand des Essener Unternehmens auf. Nach der Entflechtung wurde er 1953 zum Vorstandsvorsitzender der Dortmunder Bergbau AG und der Hansa Bergbau AG berufen. Seit 1948 hatte er den Vorstandsvorsitz der Westfälischen Berggewerkschaftskasse in Bochum inne.

## Familie
Werner Haack war er seit 1925 mit Elisabeth geb. Heese aus Eschede, einer Tochter des Gutsbesitzers Martin Heese, verheiratet.

## Auszeichnungen
- Eisernes Kreuz 2. Klasse
- Eisernes Kreuz 1. Klasse
- Verwundetenabzeichen
- Ehrenkreuz des Weltkrieges
- Großes Bundesverdienstkreuz